# Ippolito Sivieri
Ippolito Sivieri est un prêtre jésuite architecte et ingénieur du XVIIe siècle. 

## Biographie
Il enseigne la philosophie et les mathématiques à l'université de Ferrare en Émilie-Romagne.
Ippolito Sivieri s’occupe, aussi, de problèmes liés à l’hydrographie pour les cités de Ferrare et Fano.
Consulté, à la demande du pape Clément XIII, au sujet de l’assèchement des valle Padusa, marais au nord de Bologne, alimentés par les torrents des Apennins qu’il est question de déverser dans le fleuve Reno (fleuve qui a pris la place du Pô di Primaro, suit au percement du cavo Benedettino.
Sur les trois projets proposés, il s’opposa à la « ligne Bertaglia », projet de Romualdo Bertaglia, représentant officiel de la ville de Ferrare. Sivieri appuyait au contraire l’orientation du père Leonardo Ximenes qui consistait à amener les eaux bolognaises dans les valli di Comacchio, en tirant une ligne allant de Argenta à la mer, vers l'embouchure de Primaro à travers ces marais.
Sivieri est l’auteur en 1758 d’une carte géographique de la légation de Ferrare